# Spuma
La spuma è una bibita analcolica gassata a base di acqua, zucchero, quantità variabili di caramello e aromi vari (tra cui, succo di limone, infuso di scorze di arancia, rabarbaro, vaniglia, spezie); il termine, generico, è una denominazione commerciale di fantasia e risale ai tempi in cui esistevano molti produttori locali di bibite gassate, per cui il nome delle singole marche era meno importante di adesso.
Il termine è equivalente all'anglosassone "soda", anch'esso adatto a indicare qualunque bibita analcolica "con bollicine" a prescindere dal fabbricante.

## Storia
La spuma bionda nasce nei primi anni venti; nel 1925 la spuma della Paoletti Bibite di Ascoli Piceno già vinceva a Bruxelles un concorso internazionale.
La spuma nera è stata prodotta per la prima volta nel 1938 dall'azienda Spumador, probabilmente per la mancanza di materie prime per il chinotto. La spuma bionda sembra invece dovuta a un innalzamento del prezzo del cedro.

## Cocktail
La spuma è usata per la preparazione di vari cocktail, per esempio la spuma nera abbinata al vino rosso viene chiamata Sü e giö (in dialetto milanese e in alte zone della Lombardia) o "picio pacio". In Val di Sole e nei dintorni è detta misto rós o misto blànch a seconda se è utilizzato vino bianco o rosso.